# Dpkg
dpkg  est un logiciel à la base du système de gestion de paquets de Debian. Il a été créé par Ian Jackson en 1993. dpkg est similaire au logiciel Red hat Package Manager (ou RPM) dans la mesure où il est utilisé pour installer, supprimer et fournir des informations à propos des paquets deb.
dpkg est un outil de bas niveau, à comparer avec l'Advanced Packaging Tool (APT) qui, couplé à des surcouches telles qu'Aptitude ou Synaptic (qui ajoute entre autres une interface graphique conviviale), est un outil de haut niveau utilisé pour rechercher les paquets à partir d'emplacements distants ou traiter des relations de dépendances complexes entre paquets. APT est, de manière générale, plus utilisé que dpkg.

## Outils dpkg
Debian a une série d'outils qui seront appelés lors de la création d'un paquet. Parmi ceux-ci, on trouve : 
- dpkg-source qui archive et désarchive les fichiers sources d'un package Debian.
- dpkg-deb qui archive et désarchive les packages binaires.
- dpkg-gencontrol qui, après la lecture d'une arborescence de la source d'un package désarchivé, crée le fichier contrôle en ajoutant une entrée dans le fichier Debian/files.
- dpkg-shlibdeps qui calcule les dépendances des exécutables en respectant les bibliothèques.
- dpkg-genchanges qui permet de créer le fichier contrôle (.changes) à partir des sources d'un package Debian désarchivé.
- dpkg-buildpackage qui est un script de contrôle qui peut être utilisé pour construire des paquets automatiquement.
- dpkg-distaddfile qui ajoute le fichier input dans Debian/files.
- dpkg-parsechangelog qui permet d'afficher, de façon conviviale, les évolutions d'un package. Pour cela, dpkg-parsechangelog se base sur la lecture du fichier changelog, issu d'une archive contenant les fichiers sources d'un package Debian
- dpkg-query qui permet d'interroger la base de données locale contenant l'état de l'ensemble des packages Debian
- dpkg -i paquet.deb qui installe le-dit paquet, que vous aurez préalablement téléchargé.
- dpkg -r logiciel Désinstalle un paquet installé. L'option --remove fait la même chose sauf que l'option -r et l'option --remove ne suppriment pas les fichiers de configuration.
- dpkg-repack paquet qui recrée un paquet Debian à partir d'un paquet déjà installé.
- dpkg-reconfigure paquet qui reconfigure un paquet déjà installé, très utile (exemple : xserver-xfree86)